# Československo na Zimních olympijských hrách 1984
Československo na Zimních olympijských hrách v Sarajevu v roce 1984 reprezentovalo 50 sportovců, z toho 12 žen. Nejmladším účastníkem byl skokan na lyžích Martin Švagerko (16 let, 134 dní), nejstarší pak běžkyně na lyžích Anna Pasiarová (34 let, 62 dní). Reprezentanti vybojovali 2 stříbrné a 4 bronzové medaile. 

## Československé medaile
| Medaile | Jméno                                                        | Sport           | Disciplína       |
| ------- | ------------------------------------------------------------ | --------------- | ---------------- |
| Stříbro | Družstvo ČSSR                                                | lední hokej     | lední hokej      |
| Stříbro | Květa Jeriová Gabriela Svobodová Blanka Paulů Dagmar Švubová | běh na lyžích   | štafeta 4 x 5 km |
| Bronz   | Květa Jeriová                                                | běh na lyžích   | běh na 5 km      |
| Bronz   | Olga Charvátová                                              | alpské lyžování | sjezd            |
| Bronz   | Jozef Sabovčík                                               | krasobruslení   | jednotlivci      |
| Bronz   | Pavel Ploc                                                   | skoky na lyžích | velký můstek     |

## Seznam všech zúčastněných sportovců
| Číslo | Jméno              | Pohlaví | Věk | Sport              |
| ----- | ------------------ | ------- | --- | ------------------ |
| 1     | Ivana Valešová     | Žena    | 20  | Alpské lyžování    |
| 2     | Alexandra Mařasová | Žena    | 18  | Alpské lyžování    |
| 3     | Jana Gantnerová    | Žena    | 24  | Alpské lyžování    |
| 4     | Olga Charvátová    | Žena    | 21  | Alpské lyžování    |
| 5     | Peter Zelinka      | Muž     | 26  | Biatlon            |
| 6     | Jaromír Šimůnek    | Muž     | 29  | Biatlon            |
| 7     | Jan Matouš         | Muž     | 22  | Biatlon            |
| 8     | Vítězslav Jureček  | Muž     | 23  | Biatlon            |
| 9     | Zdeněk Hák         | Muž     | 25  | Biatlon            |
| 10    | Anna Pasiarová     | Žena    | 34  | Běh na lyžích      |
| 11    | Věra Klimková      | Žena    | 26  | Běh na lyžích      |
| 12    | Pavel Benc         | Muž     | 20  | Běh na lyžích      |
| 13    | Miloš Bečvář       | Muž     | 27  | Běh na lyžích      |
| 14    | Gabriela Svobodová | Žena    | 30  | Běh na lyžích      |
| 15    | Blanka Paulů       | Žena    | 29  | Běh na lyžích      |
| 16    | Dagmar Švubová     | Žena    | 25  | Běh na lyžích      |
| 17    | Květa Jeriová      | Žena    | 27  | Běh na lyžích      |
| 18    | Jindra Holá        | Žena    | 23  | Krasobruslení      |
| 19    | Karol Foltán       | Muž     | 24  | Krasobruslení      |
| 20    | Jozef Sabovčík     | Muž     | 20  | Krasobruslení      |
| 21    | Eduard Uvíra       | Muž     | 22  | Lední hokej        |
| 22    | Radoslav Svoboda   | Muž     | 26  | Lední hokej        |
| 23    | Jaromír Šindel     | Muž     | 24  | Lední hokej        |
| 24    | Vladimír Růžička   | Muž     | 20  | Lední hokej        |
| 25    | Dárius Rusnák      | Muž     | 24  | Lední hokej        |
| 26    | Pavel Richter      | Muž     | 29  | Lední hokej        |
| 27    | Dušan Pašek        | Muž     | 23  | Lední hokej        |
| 28    | Vincent Lukáč      | Muž     | 29  | Lední hokej        |
| 29    | Igor Liba          | Muž     | 23  | Lední hokej        |
| 30    | Jiří Lála          | Muž     | 24  | Lední hokej        |
| 31    | Vladimír Kýhos     | Muž     | 27  | Lední hokej        |
| 32    | Jiří Králík        | Muž     | 31  | Lední hokej        |
| 33    | Jaroslav Korbela   | Muž     | 26  | Lední hokej        |
| 34    | Arnold Kadlec      | Muž     | 25  | Lední hokej        |
| 35    | Jiří Hrdina        | Muž     | 26  | Lední hokej        |
| 36    | Miloslav Hořava    | Muž     | 22  | Lední hokej        |
| 37    | Milan Chalupa      | Muž     | 30  | Lední hokej        |
| 38    | František Černík   | Muž     | 30  | Lední hokej        |
| 39    | Vladimír Caldr     | Muž     | 25  | Lední hokej        |
| 40    | Jaroslav Benák     | Muž     | 21  | Lední hokej        |
| 41    | Stanislav Ptáčník  | Muž     | 27  | Saně               |
| 42    | Mária Jasenčáková  | Žena    | 26  | Saně               |
| 43    | Martin Förster     | Muž     | 17  | Saně               |
| 44    | Ján Klimko         | Muž     | 23  | Severská kombinace |
| 45    | Vladimír Frák      | Muž     | 22  | Severská kombinace |
| 46    | Martin Švagerko    | Muž     | 16  | Skoky na lyžích    |
| 47    | Vladimír Podzimek  | Muž     | 18  | Skoky na lyžích    |
| 48    | Jiří Parma         | Muž     | 21  | Skoky na lyžích    |
| 49    | Ladislav Dluhoš    | Muž     | 18  | Skoky na lyžích    |
| 50    | Pavel Ploc         | Muž     | 19  | Skoky na lyžích    |